# Leimea-Craic
Leimea-Craic (Laimeacraic, Leimea Kraik; deutsch „Unter-Leimea“) ist ein osttimoresischer Suco im Verwaltungsamt Hatulia (Gemeinde Ermera).

## Geographie
Vor der Gebietsreform 2015 hatte Leimea-Craic eine Fläche von 28,85 km². Nun sind es 33,01 km². Der Suco liegt im Süden des Verwaltungsamts Hatulia. Nördlich liegen die Sucos Samara, Coilate-Letelo und Leimea-Sarinbalo. Im Südosten grenzt Leimea-Craic an das Verwaltungsamt Atsabe mit seinen Sucos Leimea Leten (deu.: „Ober-Leten“) und Laubono und im Westen an das zur Gemeinde Bobonaro gehörende Verwaltungsamt Cailaco mit seinen Sucos Goulolo, Dau Udo und Purugua. Die Grenze zu Bobonaro bildet der Fluss Marobo. In ihn münden der nördliche Grenzfluss Garai (Grai) und der südliche Grenzfluss Ladiban. In den Garai fließt der in Leimea-Craic entspringende Biaioni. Der Garai entsteht aus dem Zusammenfluss des aus dem Norden kommenden Aiboro und dem Meipu, der die Grenze zu Coilate-Letelo bildet. In den Meipu mündet wiederum der Ladibau, der Grenzfluss zu Leimea-Sorinbalo.
Zwischen Biaioni, Garai und Marobo liegen im Nordwesten die Dörfer Boeana, Aidabamera und Gunutur (Gnutur). Im Osten befinden sich die Orte Railuli und Susorema (Susurema) und im Süden das Dorf Motur. In Gunutur gibt es eine Grundschule (Escola Primaria Leimea-Craic), eine medizinische Station und einen provisorischen Hubschrauberlandeplatz. Größere Straßen, die den Suco mit der Außenwelt verbinden fehlen, weswegen die Wahlurnen für die Parlamentswahlen in Osttimor 2007 mit Pferden und Trägern zum Wahllokal in der Grundschule gebracht und wieder abgeholt werden mussten.
Im Suco befinden sich die drei Aldeias Gunutur, Hatupae und Laquiama.

## Einwohner
Im Suco leben 1.703 Einwohner (2022), davon sind 870 Männer und 833 Frauen. Im Suco gibt es 270 Haushalte. Über 97 % der Einwohner geben Kemak als ihre Muttersprache an. Mehr als 2 % sprechen Tetum Prasa.

## Geschichte
2003 war der damalige Subdistrikt Hatulia Schauplatz von Überfällen und Scharmützeln, in denen die Organisation Colimau 2000 verwickelt war. Zentren waren Samara und Leimea-Craic. Die Colimau 2000 hat in Leimea-Craic eine breite Unterstützung durch die Bevölkerung. Die Organisation kam im Jahr 2000 mit der Rückkehr von Flüchtlingen der Unruhen von 1999 aus Westtimor in die Region. Viele Sympathien bei den Einwohnern Leimea-Craics gewann Colimau 2000, als sie einen katholischen Priester einluden, Land für eine zukünftige Kirche zu weihen. Dieser Fall von Unterstützung der katholischen Kirche widerspricht aber den animistischen Grundzügen von Colimau 2000.

## Politik
Bei den Wahlen von 2004/2005 wurde Frederico Lemos Soares zum Chefe de Suco gewählt. Bei den Wahlen 2009 gewann Baltazar dos Reis und 2016 Mario Gonçalves.